# بادامستان فرويوند (قيلاب)
بادامستان فرویوند (بالفارسية: بادامستان فرویوند) هي منطقة سكنية تقع في قسم قيلاب الريفي، بمقاطعة أنديمشك التابعة لمحافظة خوزستان، إيران. يقدر عدد سكانها بـ 46 نسمة حسب الإحصاء السكاني الذي تمّ في عام 2006.